# Blood Brothers (comics)
Pour les articles homonymes, voir Blood Brothers.
Les Blood Brothers (appelés « Frères de sang » lors de leur apparition dans Strange no 51) sont un duo d’extra-terrestres appartenant à l’univers de Marvel Comics. Ils sont apparus pour la première fois dans le comic book Iron Man no 55, en 1973.

## Biographie des personnages
Les Blood Brothers sont deux aliens, serviteurs de Thanos et gardiens de sa première base sur Terre.
Poursuivis par Drax le Destructeur, le duo affronta Iron Man et La Chose qui tentaient de contrecarrer les plans du Titan fou. Ayant échoué, ils furent téléportés au loin par Thanos.
On les revit des années plus tard, au service cette fois du Contrôleur. Ils affrontèrent une fois de plus Iron Man, qui réussit à les vaincre grâce à Daredevil.
Quand l'armée américaine découvrit la base de Thanos dans l'Arizona, des soldats mirent en route un système de sécurité, qui téléporta les Blood Brothers, gardes du complexe. Les Vengeurs les battirent et leurs pouvoirs furent annulés par Éros, le frère de Thanos.
Ils furent incarcérés sur Terre. Quasar les libéra et ils partirent vivre sur Mars.
Quand Ego la Planète Vivante attaqua la Terre, ils prêtèrent main-forte aux super-héros. Pendant le combat, leur vaisseau s'écrasa en Alaska, où ils réduisirent rapidement une petite ville en esclavage. La population devait les aider à réparer leur navette. Drax le Destructeur les retrouva et les battit. 
Le duo fut incarcéré au Raft jusqu'à l'évasion massive déclenchée par Electro.
On les revit faisant partie des gros bras du syndicat criminel de The Hood.
Dans le jeu Les Gardiens de la Galaxie sorti en 2021, ils sont engagés par Lady Hellbender pour chasser Star-Lord et les Gardiens sur Knowhere.

## Pouvoirs et capacités
- Mercenaires aguerris, les Blood Brothers sont des aliens de race inconnue, et sont probablement frères. Leur condition physique les aide à survivre dans des environnements qui seraient hostiles pour un homme.
- D'une grande taille, les frères à peau rougeâtre pèsent chacun près de 400 kg et font preuve d'une force immense, leur permettant de soulever une dizaine de tonnes. Leur peau est épaisse et semblable à du cuir.
- Les Blood Brothers sont liés par une symbiose physique. À proximité l'un de l'autre, leur force est doublée. De même, leur endurance et résistance physique augmentent quand ils se battent côte à côte.
- Cette force est aussi une faiblesse, car quand les frères sont éloignés loin de l'autre pendant un certain temps, ils perdent peu à peu leur puissance.
- Les Blood Brothers sont des carnivores exclusifs et ont besoin d'ingérer du sang pour survivre.